# Белая дыра
Бе́лая дыра́ — гипотетический физический объект во Вселенной, в область которого ничто не может войти. Белая дыра является временно́й противоположностью чёрной дыры и предсказывается теми же уравнениями общей теории относительности, что и чёрные дыры. Из-за неустойчивости данного решения уравнений Эйнштейна относительно возмущений пространства-времени физики, в большинстве своём, считают, что существование белых дыр в природе невозможно.

## Обзор
Гипотезу о существовании белых дыр выдвинул И. Д. Новиков в 1964 году, развивал Н. С. Кардашёв. В 1976 году исследовал Стивен Хокинг. Предполагается, что белые дыры могут образовываться при выходе из-за горизонта событий вещества чёрной дыры, находящейся в обратном направлении термодинамической стрелы времени. При этом полная карта пространства-времени содержит как чёрную, так и белую дыры, а отдельного образования только «чистой» чёрной или только «чистой» белой дыры на полной карте пространства-времени не может быть в принципе.
На сегодня неизвестны физические объекты, которые можно достоверно считать белыми дырами, также неизвестны теоретические механизмы их образования помимо реликтового — сразу после Большого взрыва, а также нет предпосылок по методам их поиска (в отличие от чёрных дыр, которые должны находиться, например, в центрах крупных спиральных галактик).
Полное решение Шварцшильда содержит как чёрную, так и белую дыры. Считается, что шварцшильдовских белых дыр на данный момент не существует.
Полное решение Керра содержит как чёрную, так и белую дыры. Керровская белая дыра (результат решения Керра для чёрных дыр) образуется в одной вселенной при образовании чёрной дыры в другой.
Израильские астрономы Алон Реттер и Шломо Хеллер предполагают, что аномальный гамма-всплеск GRB 060614, который произошёл в 2006 году, был вызван белой дырой. Алон Реттер считает, что белые дыры, возникнув, сразу распадаются, процесс напоминает Большой взрыв (англ. Big Bang), Реттер с коллегами назвали его «Малый взрыв» (Small Bang).